# Санчес, Самуэль
Самуэль Санчес Гонсалес (исп. Samuel Sánchez González, род. 5 февраля 1978 года в Овьедо, Астурия, Испания) — испанский профессиональный шоссейный велогонщик. Олимпийский чемпион 2008 года в групповой гонке. Известен как один из лучших мастеров даунхилла.

## Карьера

### Ранние годы
Саму начал профессиональную карьеру в 2000 в баскской команде Euskaltel-Euskadi и продолжал выступать за неё до её распада в 2013 году. Необычен тот факт, что Санчес стал гонщиком этой команды, не являясь при этом баском, однако в роду Самуэля были этнические баски, в частности его дед, памяти которого Санчес посвящает победы, добытые в Стране басков.
Он добился своей первой крупной победы в 2005, когда выиграл 13 этап Испанской Вуэльты, финишировав 11-м в генеральной классификации. После дисквалификации Роберто Эраса за употребление допинга, Санчес поднялся на 10-ю строчку итоговой таблицы.
В 2006 астуриец добавил в свою копилку две победы на этапах Тура Страны Басков и второе место на крутом финальном подъёме бельгийской весенней классики Флеш Валонь. На Вуэльте он забрал 13 этап (как и годом ранее), выдав сумасшедшую атаку на спуске, и финишировал 7-м в общем зачете. На чемпионате мира в австрийском Зальцбурге Санчес сыграл основную роль в создании решающего отрыва для лидера своей команды, Алехандро Вальверде. Сам Санчес финишировал четвёртым, вслед за Паоло Беттини, Эриком Цабелем и Вальверде. Неделю спустя, он выиграл Züri-Metzgete, свою первую классику. Уйдя в сольный отрыв за 12 км до финиша в Цюрихе, он заработал полуминутное преимущество над Стюартом О’Грейди и Давиде Ребеллином. Двумя неделями позже он финишировал вторым на Джиро Ломбардии, и сохранил второе место в финальной классификации ПроТура.
Следующий сезон Санчес начал с 9-го места на многодневке Париж-Ницца и одержал победу на финальной разделке Тура Страны Басков, став третьим в общем зачете. После неудачного в плане классических однодневок сезона, Санчес забрал последний этап Вуэльте Каталонии. На Вуэльте он выиграл 15-й этап, опередив Мануэля Бельтрана, где после атаки на Альто де Моначиль он продемонстрировал свою технику скоростного спуска, чтобы добрать Бельтрана на спуске к Гранаде. Бельтран попросил Самуэля отдать ему этап, но гонщик Euskaltel ответил отказом, потому как хотел посвятить победу своему сыну, рождение которого ожидалось в марте 2008. Санчес вырезал несколько метров и пересек финишную черту с победным жестом, изображающим покачивание ребёнка на руках. Он также выиграл последний горный этап до Альто де Абантос и финальную разделку, что позволило ему подняться на подиум гонки. Он стал первым гонщиком Euskaltel-Euskadi, который занял место на подиуме гранд тура.
В 2008 году Саму доказал, что является многодневщиком высшего уровня. Он занял шестое место на «большой петле», а на этапе, который завершался легендарным подъёмом Альп-д'Юэз он и вовсе стал вторым. Через неделю после завершения Тура он показал седьмой результат в Классике Сан-Себастьяна, что окончательно позволило ему пробиться в состав олимпийской команды Испании.

### Олимпиада 2008
Перед началом гонки Самуэль считался вице-капитаном команды, главной задачей которого была помощь лидеру испанцев — Алехандро Вальверде. Гонка проходила в условиях 90 % влажности и смога; трасса гонки дважды за круг пересекала ворота Великой Китайской стены, а также включала в себя несколько прохождений холма со средним уклоном в 7 %. Около четверти пути в гонке лидировал отрыв из 26 человек, без участия Саму. За 17 километров до финиша Санчес смог оторваться от общей группы, отвечая на атаку итальянца Давиде Ребеллина и люксембуржца Анди Шлека. Спустя несколько километров и этим гонщикам переложились россиянин Александр Колобнев, швейцарец Фабиан Канчеллара и австралиец Майк Роджерс. В итоге, именно эти шесть человек разыграли олимпийское золото. Во время финального ускорения Самуэль смог выйти с колеса Колобнева и опередить в финишном спурте Ребеллина, став олимпийским чемпионом. Это золото стало первым для сборной Испании на Пекинской Олимпиаде.
В ознаменование этой победы в гонках Саму использует шлем с золотистыми вставками, на котором изображены олимпийские кольца. В сезоне 2012 золотые полоски появились и на велоформе Самуэля. Также, олимпийская победа Санчеса отражена в серьге, которая изображает олимпийские кольца.
Великолепную форму Санчес подтвердил в и индивидуальной гонке, которая прошла четыре дня спустя. Не являясь ярко выраженным мастером разделок испанец показал шестой результат, опередив многих узкоспециализированных раздельщиков.

### Постолимпийская карьера
Остаток сезона новоиспеченный олимпийский чемпион провел не очень успешно: на классических гонках Париж — Тур и Джиро Ломбардии он даже не пробился в двадцатку сильнейших, как и на чемпионате мира в Варесе, где он не смог отобраться в лидирующую группу и финишировал только 22-м.
Весеннюю часть сезона 2009 Санчес провел достаточно уверенно. Он вплотную подошёл к победе на Туре Страны Басков, ставь третьим с менее чем минутным отставанием от Альберто Контадора. Кроме этого Саму первенствовал в спринтерском зачете благодаря стабильно высоким результатам на всех этапах многдневки. После этого Санчес на высоком уровне провел арденнские классики, лучшим результатом на которых у него стало четвёртое место на Флеш Валонь.
Уверенно Санчес выступил и на Вуэльте. Несмотря на то, что он не выиграл ни одного этапа, Саму в очередной раз показал стабильно высокий уровень, что позволило ему занять второе место в общем зачете, менее чем в минуте от Алехандро Вальверде. После Вуэльты Санчес остановился в шаге от медали на чемпионате мира в Швейцарии (4-е место), а на завершающей гонке сезона — Джиро Ломбардии он финишировал вторым, завершив сезон на третьем месте в UCI World Tour.
2010 год Самуэль начал с 4 места на Париж — Ницца, а после предпринял очередную попытку выиграть Тур Страны Басков. Несмотря на победу на 4 этапе до Эйбара, в общем зачете Санчес стал только лишь седьмым. Утешением для Саму стало то, что он защитил прошлогоднее звание лучшего спринтера баскского тура. В качестве безусловного лидера Euskaltel-Euskadi Санчес приехал на Тур де Франс. На основных горных этапах Санчес выглядел убедительно, уступая лишь Анди Шлеку и Альберто Контадору. К финальной разделке испанец подошёл на третьей позиции, но уступил место на подиуме Денису Меньшову по её итогам, став четвёртым. Однако, после дисквалификации победителя Альберто Контадора, Санчес сдвинулся на одну позицию вверх, получив таким образом место на подиуме Тура.
В конце сезона Санчес в доминирующем стиле выиграл Вуэльту Бургоса, добавив к победе в общем зачете ещё и две победы на этапах и спринтерскую классификацию. В Вуэльте на этот раз Саму не участвовал, а принимал участие в канадских гонках UCI World Tour — Гран-при Монреаля он завершил 12-м, а Гран-при Квебека — на шестой позиции.

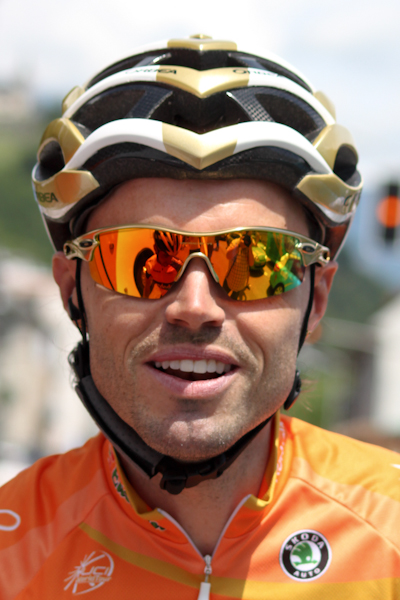
2011 год

В начале 2011 года Санчес показал пятый результат на Париж — Ницца, выиграл Гран-при Мигеля Индураина, но на Туре Страны Басков стал только шестым, провалив заключительную разделку. Утешением для Санчеса стало третье призовое место на Флеш Валонь.
На Тур де Франс Саму рассчитывал побороться за место на подиуме, но в завале на первом же этапе потерял больше минута, а в командной гонке ещё более усугубил ситуацию. В результате Санчес переориентировался на борьбу за победу на этапах и преуспел в этом. На 12-м этапе, который заканчивался подъёмом Люз Ардиден он с бельгийцем Йелле Ванэндертом ушёл в отрыв и смог одержать первую победу на этапах Тура. Удачное выступление на остальных горных этапах (так, на 19-м этапе до Альп-д'Юэз он как и в 2008 году стал вторым) принесло Саму не только пятое место в общем зачете, но и звание лучшего горного гонщика по итогам гонки. После Тура Санчес попробовал защитить звание победителя Вуэльты Бургоса, выиграл первый этап, но бороться с Хоакимом Родригесом он не смог, оставшись четвёртым в общем зачете, пропустив вперед даже молодого товарища по команде Мигеля Ланду.
Противостояние Санчеса и Родригеса продолжилось в 2012 году на Туре Страны Басков. Саму выиграл третий этап, два следующих этапа остались за Родригесом, но в финальной разделке Санчес не оставил соперникам ни единого шанса, одержав долгожданную победу в общем зачете. За неделю до этого Санчес показал второй результат на Вуэльте Каталонии, выиграв один из этапов.
Подготовка Саму к Тур де Франс проходила не очень успешно. На первом этапе Критериума Дофине он сильно упал, но смог финишировать как на этапе, так и в общем зачете. Непосредственно Тур Саму начал неплохо, избежав поломок и проколов на первой неделе гонки, но на восьмом этапе Санчес вместе со своим товарищем Хорхе Асансой на высокой скорости врезались в одного из болельщиков на обочине. В результате этого испанец получил перелом третьей пястной кости левой руки и покинул гонку. После нескольких недель терапии Санчес сообщил, что не сможет выступить на Лондонской Олимпиаде, отказавшись таким образом от защиты звания олимпийского чемпиона.
После распада Euskaltel-Euskadi Санчес, как и другие гонщики, столкнулся с проблемой поиска новой команды. Однако 2 февраля 2014 года было объявлено о его вступлении в BMC Racing Team. Основными целями Санчеса на сезон 2014 года стали арденнские классики, на которых он выступил в качестве помощника Филиппа Жильбера, и гранд-туры.

## Достижения
2000
2-й Тро-Бро Леон
2003
2-й Тур дю От-Вар
3-й Тур Страны Басков
6-й Льеж — Бастонь — Льеж
2004
1-й Восхождение на Монжуик
4-й Льеж — Бастонь — Льеж
2005
1-й Восхождение на Монжуик
10-й Вуэльта Испании
13-й этап
2006
1-й Чемпионат Цюриха
2-й Джиро ди Ломбардия
2-й Флеш Валонь
Чемпионат мира
4-й Групповая гонка
4-й Париж — Ницца
 Очковая классификация
6-й Тур Страны Басков
2-й этап
3-й этап
7-й Вуэльта Испании
13-й этап
Вуэльта Астурии
3-й этап
2007
3-й Вуэльта Испании
15-й этап
19-й этап
20-й этап (ИГ)
3-й Тур Страны Басков
6-й этап
3-й Джиро ди Ломбардия
Вуэльта Каталонии
7-й этап
2008
Олимпийские игры
1-й  Групповая гонка
Вуэльта Астурии
2-й этап
6-й Тур де Франс
2009
1-й Гран-при Ллодио
2-й Вуэльта Испании
2-й Джиро ди Ломбардия
3-й Тур Страны Басков
 Очковая классификация
4-й Флеш Валонь
Чемпионат мира
4-й Групповая гонка
2010
1-й Классика Примавера
1-й  Вуэльта Бургоса
 Очковая классификация
2-й этап
5-й этап
Тур Страны Басков
 Очковая классификация
4-й этап
3-й Тур де Франс
4-й Париж — Ницца
6-й Джиро ди Ломбардия
2011
1-й Гран-при Мигеля Индурайна
3-й Флеш Валонь
5-й Париж — Ницца
5-й Тур де Франс
 Горная классификация
12-й этап
6-й Тур Страны Басков
4-й этап
4-й Вуэльта Бургоса
1-й этап
2012
1-й  Тур Страны Басков
 Очковая классификация
3-й этап
6-й этап (ИГ)
2-й Вуэльта Каталонии
6-й этап
7-й Амстел Голд Рeйс
7-й Льеж — Бастонь — Льеж
2013
8-й Вуэльта Бургоса
8-й Вуэльта Испании
9-й Критериум Дофинe
7-й этап
2014
5-й Джиро ди Ломбардия
6-й Вуэльта Испании
2015
12-й Тур де Франс
9-й этап (КГ)
Критериум Дофине
3-й этап (КГ)
2016
4-й Льеж — Бастонь — Льеж
6-й Тур Страны Басков
4-й этап
6-й Флеш Валонь
6-й Тур Калифорнии
2017
Вуэльта Каталонии
9-й этап (КГ)

## Статистика выступлений

### Гранд-туры
| Гонка           | 2002 | 2003 | 2004 | 2005 | 2006 | 2007 | 2008 | 2009 | 2010 | 2011 | 2012 | 2013 | 2014 | 2015 | 2016 |
| --------------- | ---- | ---- | ---- | ---- | ---- | ---- | ---- | ---- | ---- | ---- | ---- | ---- | ---- | ---- | ---- |
| Джиро д'Италия  | —    | —    | —    | 17   | —    | —    | —    | —    | —    | —    | —    | 12   | 24   | —    | —    |
| Тур де Франс    | НФ   | НФ   | —    | —    | —    | —    | 6    | —    | 2    | 5    | НФ   | —    | —    | 12   | —    |
| Вуэльта Испании | —    | —    | 15   | 10   | 7    | 3    | —    | 2    | —    | —    | —    | 8    | 6    | НФ   | НФ   |

| —  | Не участвовал  |
| НФ | Не финишировал |

## Личная жизнь
Самуэль Санчес женат на Ванессе Галан Давила с которой они имеют сына Уная, рожденного в марте 2008, так же в семье воспитывается сын Ванессы, пасынок Санчеса — Диего. В 2011 году сын Унаи поднимался с отцом на подиум Тур де Франс в Париже, когда Саму получал гороховую майку лучшего горного гонщика Тура.